# Ventjagersplaten
De Ventjagersplaten (ook wel aangeduid als "De Ventjager" of "De Ventjagersplaat") is een groep van slik- en zandplaten in het oostelijk deel van het Haringvliet, ongeveer 30 km ten zuiden van Rotterdam, in de Nederlandse provincie Zuid-Holland.
Op de plaats waar het Hollandsch Diep zich splitst in Haringvliet en Volkerak, aan de noordkant van de oostpunt van het eiland Goeree-Overflakkee, bevond zich vroeger een uitgestrekt brakwatergetijdegebied, dat bij hoogwater nagenoeg geheel onder water verdween en bij eb grotendeels droogviel. Als gevolg van de Deltawerken is het getij verdwenen en is het water zoet geworden. Bovendien wordt het gebied sindsdien doorsneden door een belangrijke verkeersweg. Aan weerszijden van die weg bevinden zich nog steeds belangrijke natuurgebieden. Heden ten dage wordt alleen het gebied ten noorden van de verkeersdam met de naam “Ventjagersplaten” aangeduid, en het gebied ten zuiden ervan met de naam “Hellegatsplaten”.

## Recente geschiedenis
In het begin van de jaren dertig van de twintigste eeuw vormden de Ventjagersplaten een dynamisch geheel van “wilde” platen, geulen en vleien. Ten noordwesten van de haven van Ooltgensplaat bevonden zich brede riet- en biezenvelden. Schepen die vanuit het Hollandsch Diep – met een bijna haakse bocht – door het zogenaamde Hellegat het Volkerak indraaiden, ondervonden hiervan hinder. Daarom werd in 1931 een stroomgeleidende dam aangelegd, waardoor het vaarwater zichzelf op diepte hield. Achter de dam ontstond spoedig een riet- en biezengors.
In 1942 vonden landaanwinningswerken plaats. Er werden stenen dammen aangelegd en in de luwte daarvan werden o.a. biezen aangeplant. Die werkzaamheden werden in 1954 beëindigd.
In 1958 en 1959 werd, in het kader van de Deltawerken, dwars over de platen de Hellegatsdam aangelegd, waaroverheen een verkeersweg kwam te lopen (tegenwoordig Rijksweg 59). Via het Hellegatsplein – een kunstmatig eiland in de driesprong van Hollandsch Diep, Haringvliet en Volkerak – en de Haringvlietbrug, die in 1964 werd geopend, werd Rotterdam met Goeree-Overflakkee (en Zeeland) verbonden. Het gedeelte van de Ventjagersplaten ten noorden van de dam zou in de daaropvolgende jaren een heel andere ontwikkeling doormaken dan het gedeelte ten zuiden ervan.
In 1969 werd het Volkerak afgesloten met een dam en een sluizencomplex. Het zoete water uit het Hollands Diep mengde zich niet meer met het zoute water uit het Volkerak. Het Haringvliet en het noordelijke deel van de Ventjagersplaten werden van brak zoet, en het zuidelijke deel werd van brak zout.
Toen in november 1970 de Haringvlietdam was voltooid, was het Haringvliet afgesloten van de zee en verdween het getij op de Noord-Ventjagersplaten.

## Natuurwaarden
In de periode 1942-1947 nam Lebret in het gebied van de Ventjagersplaten grote troepen waterwild, en in het bijzonder grote aantallen ruiende eenden waar. Dat leidde tot het instellen van een waterwildreservaat. De jacht werd met ingang van 1 juli 1949 overgedragen aan de Nederlandse Vereniging tot Bescherming van Vogels, en later aan de Stichting Natuurmonument De Beer.
De Ventjagersplaten zijn onderdeel van het Natura 2000-gebied “Haringvliet”.
Tot het begin van de jaren zestig besloeg de biezenvegetatie op de Ventjagersplaten een oppervlakte van in totaal ongeveer 100 ha. In 1965 was dat nog slechts 15 ha. In 1969 waren de biezen vrijwel geheel verdwenen.
Voor de Deltawerken bedroeg het getijverschil op de Ventjager ongeveer 2 meter. Met normaal laagwater was de oppervlakte droogvallende slikken 910 ha. Daarvan lag 562 ha ten noorden van de dam en 348 ha ten zuiden ervan. Een bijzonder kenmerk van het gebied was dat de bodem nogal veel klei bevatte. Dat maakte het gebied betrekkelijk uniek. De meeste Europese intergetijdegebieden – bijvoorbeeld de Waddenzee – bevatten minder klei, en meer zand.

### Vogels
De Ventjagersplaten waren en zijn een belangrijke pleisterplaats voor vogels. Dat was al zo in de tijd dat het nog een brak getijdegebied was. Omdat de jachtrechten sinds 1946 waren verpacht aan de Stichting De Beer, werd er niet gejaagd. Een groot deel van het gebied bleef ook na de aanleg van de verkeersdam vrijwel ontoegankelijk. “Zonder deze rust zou de Ventjager zeker niet zoveel betekenis hebben verworven als voedsel- en rustgebied”.

#### Voor de afsluiting van het Haringvliet
Vanaf 1964 verrichtte Leo Zwarts ecologisch onderzoek naar vogels op de platen. De resultaten daarvan publiceerde hij in 1974 in de studie Vogels van het brakke getij-gebied. Hij telde in de periode december 1964 – december 1969 systematisch de vogels in het gebied. Zelf telde hij op 68 dagen het gebied volledig; samen met verslagen van anderen beschikte hij over waarnemingen, verspreid over 140 dagen. Er werden veel tellingen verricht terwijl de vogels voedsel zochten op de slikken bij laag water. Nagenoeg alle tellingen werden verricht vanaf de verkeersdam met behulp van verrekijkers en telescopen. Tot de meest karakteristieke vogelsoorten van het gebied behoorden bergeend, wintertaling, grauwe gans, lepelaar, kluut, wulp en zwarte ruiter.
In het onderzoek van Zwarts werd uitdrukkelijk de vegetatie en vooral de bodemfauna zoals wormen, zeeduizendpoten (Nereis diversicolor, synoniem Hediste diversicolor), mollusken en garnalen betrokken.
Over de ganzen meldde Zwarts dat van de brandgans Branta leucopsis op de slaapplaatsen van de Ventjager in de wintermaanden aantallen tussen de 1.000 en 3.000 en maximaal 6.000 werden geteld. De meeste grauwe ganzen Anser anser waren tussen 1964 en 1969 aanwezig in de eerste weken van oktober: maximaal 4.500. Zwarts onderzocht het effect van de aantallen grauwe ganzen die op de verschillende biezenvelden graasden. De begrazingsdruk werd uitgedrukt in ganzendagen per ha. Een foerageerintensiteit van 1.500-2.500 ganzendagen/ha had geen negatief effect, maar een begrazingsdruk van 3.000-4.000 ganzendagen/ha deed de biezenvegetatie geheel verdwijnen. Merkwaardig is dat in andere gebieden een dergelijke begrazingsdruk de vegetatie niet schaadde. Zwarts geeft als mogelijk verklaring van het negatieve effect van de begrazing op de Ventjager dat er in het begin van de herfst voor korte tijd zeer veel grauwe ganzen foerageerden, terwijl grauwe ganzen in vergelijkbare terreinen verspreid over het gehele winterhalfjaar aanwezig waren. Hij meent dat het zeer waarschijnlijk is dat het afnemen van de biezenvegetatie op de Ventjager tussen 1965 en 1969 van 15 ha tot nog geen 2 ha grotendeels aan de grauwe ganzen te wijten is geweest. Het is bekend dat in de jaren vijftig tussen de 5.000 en 6.000 grauwe ganzen op de Ventjager pleisterden. Het was toen de belangrijkste pleisterplaats van de grauwe gans in Nederland. De ganzen bleven ook na de aanleg van de dam in de maand oktober op de Ventjager arriveren, maar de voedselvoorraad werd te klein, waardoor ze snel verder trokken.
Van de eenden is vooral de wintertaling Anas crecca het vermelden waard. Toen de Ventjager nog een brakwatergebied was, kwamen er tijdens de trek 10.000-20.000 wintertalingen voor, grotendeels op de Zuid-Ventjager. Die aantallen kwamen in de buurt van de aantallen die werden waargenomen in de belangrijkste pleisterplaats van N.W.-Europa, nl. De Dollard, waar elke nazomer 20.00-30.000 wintertalingen aanwezig waren. In de jaren 1966-1969 namen de aantallen tot eind augustus snel toe, waarna ze in de eerste helft van september weer snel daalden, om begin oktober weer te stijgen en daarna weer af te nemen. Als verklaring voor de tweetoppigheid van de grafiek van de aantallen pleisterende wintertalingen wordt wel gegeven dat in de herfst twee groepen Nederland passeren. Elders in Zuid-Nederland kwamen vóór begin oktober vrijwel nergens grote aantallen wintertalingen voor. Dat er zoveel op de Ventjager pleisterden in de nazomer kan niet goed verklaard worden. De veronderstelling is dat wintertalingen vooral wormpjes eten. Maar die komen ook in andere gebieden voor, waar de wintertaling in de nazomer niet in zulke grote aantallen voorkomt.
Zwarts heeft nauwkeurig in kaart gebracht hoe de wintertalingen zich bij afnemend tij over de Zuid-Ventjager verspreidden. Hij onderzocht ook de foerageerdichtheden en foerageeractiviteiten van de wintertalingen. Wintertalingen verplaatsen zich in getijdegebieden alleen over geringe afstanden. Ze rusten tijdens hoogwater in gebieden die grenzen aan de gebieden waar ze met laagwater voedsel zoeken. Als ze voedsel zoeken, is de gemiddelde dichtheid maximaal 90 vogels per ha. Over een geheel tij genomen waren ze ongeveer 5 uur actief aan het voedselzoeken.
Ook aan bergeenden Tadorna tadorna besteedde Zwarts in zijn onderzoek veel aandacht. In de periode van maart tot juni houden bergeenden zich op in hun broedgebied. In die tijd verbleven op de Ventjagersplaten 2.000-3.000 niet-broedende bergeenden. Die waren voor het grootste deel gepaard. In de tweede decade van juni nam het aantal bergeenden op de Ventjager toe. Dit betrof waarschijnlijk vogels die elders gebroed hadden. Alle bergeenden die met laagwater op het wad van de Ventjager voedsel zochten, overtijden aan de westzijde van de Zuid-Ventjager. In de loop van juli daalde het aantal aanwezige bergeenden: in augustus waren er nog maar gemiddeld 150. De rest was vertrokken naar de gebieden waar de slagpenrui werd doorgemaakt. Voor de bergeend is dat veelal in de Duitse Bocht (Grossen Knechtsand). De aantallen bleven daarna op de Ventjagersplaten laag totdat in maart de aantallen weer begonnen toe te nemen.
De slobeend Anas clypeata verbleef op de Ventjagersplaten tijdens de voorjaarstrek tussen eind maart en half april in aantallen van 200-300. In de broedtijd was het aantal laag, maar in de loop van juni steeg het aantal weer tot enkele honderden, met een maximum van 900. De maxima werden waargenomen eind augustus en begin september: 800-1500. Daarna daalde het aantal, waarbij in december soms nog 200-300 slobeenden werden gezien.

#### Na de afsluiting van het Haringvliet
Na de afsluiting van het Haringvliet is de vogelbevolking van het gebied ingrijpend veranderd. In 1997 en 1998 namen de aantallen dwergsterns in het Haringvliet-gebied toe, terwijl die in het Volkerakgebied daalden. Vooral de Ventjagersplaten waren voor de dwergstern belangrijk. Ook van de kluut komen op de Ventjagersplaten belangrijke aantallen voor.